# Olaya Pérez Pazo
Olaya Pérez Pazo, född 7 juni 1983, är en venezuelansk beachvolleybollspelare.
Pérez Pazo tävlade tillsammans med Norisbeth Agudo i damernas turnering i beachvolleyboll vid olympiska sommarspelen 2016.